# Kidwelly

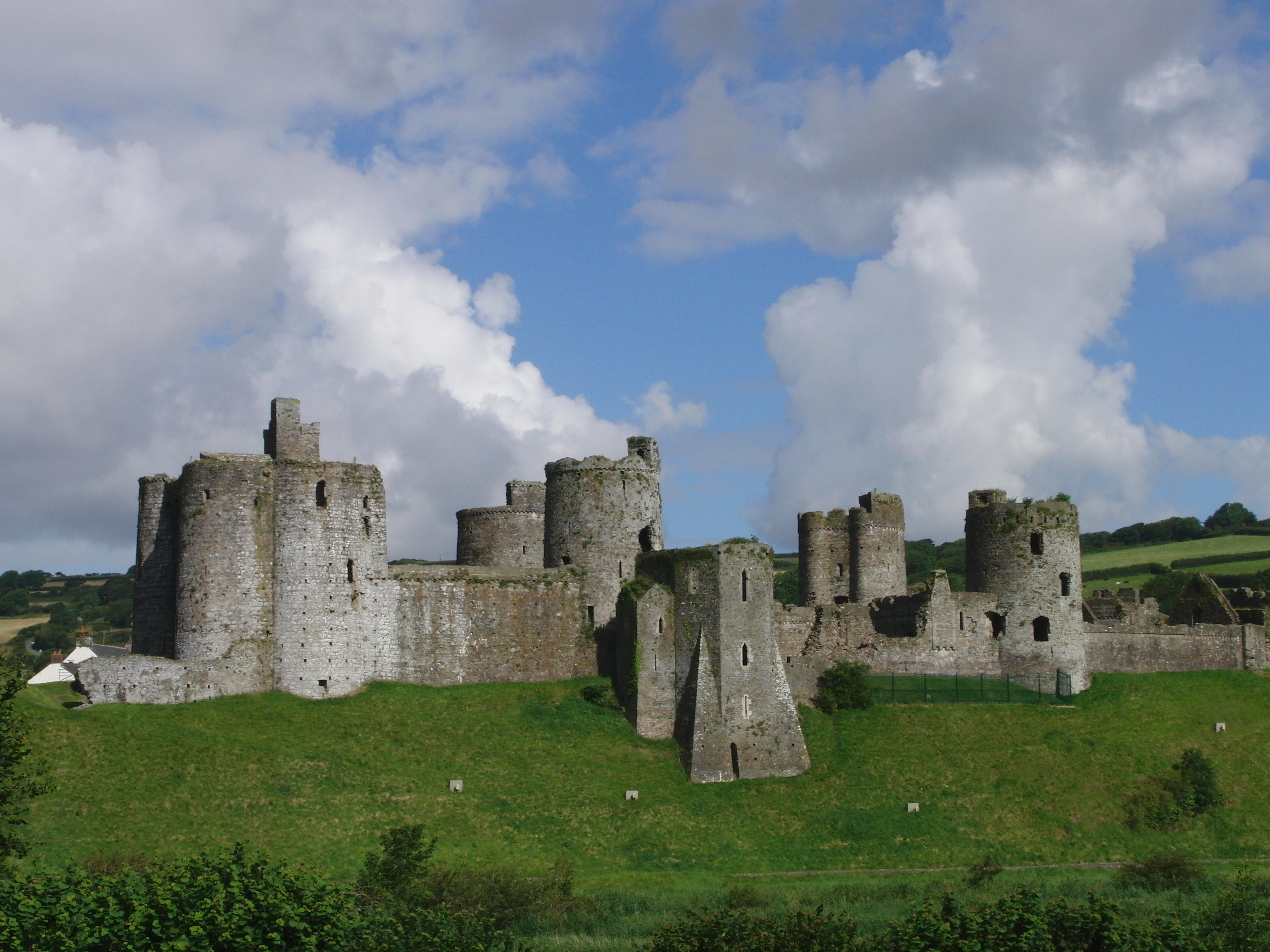
Kidwelly Castle

Kidwelly (walisisch Cydweli) ist eine Stadt in Carmarthenshire in Wales in Großbritannien. Die Stadt gilt als eine der ältesten Gemeinden in Wales und hatte 2001 3289 Einwohner.

## Lage
Die Stadt liegt in der Küstenebene beiderseits des Flusses Gwendraeth Fach von dessen Mündung in die Carmarthen Bay. Am rechten, westlichen Flussufer befindet sich die Altstadt mit der Burg, die seit dem späten Mittelalter entstandene Neustadt befindet sich auf dem linken, östlichen Flussufer.

## Geschichte
Nachdem um 1106 Roger von Salisbury das Cantref Cydweli erobert hatte, errichtete er am rechten Ufer des Gwendraeth River Kidwelly Castle als Mittelpunkt seiner neuen Herrschaft Kidwelly, einer Baronie der Welsh Marches. Am linken Ufer des Flusses gründete er vor 1114 als Tochtergründung von Sherborne Abbey ein Benediktinerpriorat. Südlich der Burg entstand bereits vor 1115 eine mit Wall und Graben befestigte Siedlung, die wohl zuerst von Angehörigen der Burgbesatzung bewohnt wurde. Damit gilt Kidwelly als eine der ältesten Gemeinden von Wales. Die Siedlung wurde zusätzlich von Kolonisten aus England, der Normandie und aus Flandern besiedelt, die in den Ebenen um Kidwelly Schafe züchteten. Die Bewohner der Siedlung betrieben bereits im 12. Jahrhundert einen lebhaften Wollhandel, der durch einen Hafen am Fluss abgewickelt wurde. 
Die Burg und die Herrschaft waren im 12. und 13. Jahrhundert heftig zwischen den anglonormannischen Eroberern und den walisischen Fürsten von Deheubarth umkämpft. Mehrfach wurde die Siedlung angegriffen und zerstört, von 1159 bis 1201, von 1215 bis 1220 und von 1231 bis 1244 waren Burg und Siedlung im Besitz der Fürsten von Deheubarth. Nach 1280 wurde die Siedlung südlich der Burg mit einer steinernen Stadtmauer mit drei Toren befestigt. Nachdem Wales gegen Ende des 13. Jahrhunderts vollständig von den Anglonormannen erobert worden war, entwickelte sich die Siedlung zu einer kleinen Marktstadt, die 1308 eine erste Charta erhielt, die 1357 bestätigt wurde. Seit 1443 hat die Stadt einen Bürgermeister, dazu erhielt die Stadt das Recht, zweimal wöchentlich einen Markt und einmal jährlich einen Jahrmarkt abzuhalten. Der Schwerpunkt der Stadt verlagerte sich von der kleinen befestigten Burgstadt zur um die Priorei gelegenen Marktsiedlung am anderen Flussufer. Während der Rebellion von Owain Glyndŵr wurde die Stadt 1403 und 1404 erneut erobert und zerstört. Nach der Rebellion hatte die Burgstadt ihre Bedeutung endgültig verloren. Spätestens seit dem späten 15. Jahrhundert waren die beiden Stadtteile durch eine steinerne Brücke über dem Gwendraeth Fach verbunden. Während der Reformation wurde 1539 das kleine Priorat aufgelöst, die Prioratskirche diente fortan als Pfarrkirche. 

Einst schiffbarer Kanal bei Kidwelly

Nachdem wegen Versandung der Mündung des Gwendraeth der Handel zurückgegangen war, erlebte die Stadt ab dem 18. Jahrhundert einen neuen wirtschaftlichen Aufschwung. 1737 wurden in Kidwelly die Kidwelly Tinplate Works gegründet, das zweitälteste Weißblechwerk in Großbritannien. Für die Fabrik wurde die Wasserkraft des Gwendraeth genutzt. Zwischen 1766 und 1768 wurde von dem Unternehmer Thomas Kymer der Hafen ausgebaut und ein 5 km langer Kanal gebaut, der Kymers Kohlebergwerke am Gwendraeth Fawr mit der Küste verband. Der Hafen versandete jedoch im 19. Jahrhundert erneut, weshalb ein Kanal durch die Pembrey Marsch und ein neuer Hafen in Burry Port gebaut wurde. 1812 begann der Bau eines schiffbaren Kanals zwischen Llanelli und Kidwelly, der 1837 fertiggestellt wurde. Die Kanalgesellschaft wurde wegen der Konkurrenz durch die Eisenbahn 1865 in die Kidwelly and Burry Port Railway umgewandelt. Diese Eisenbahngesellschaft ging bereits im folgenden Jahr in der Burry Port and Gwendraeth Valley Railway auf, die 1869 auf der Trasse des zugeschütteten Kanals eine Bahnstrecke eröffnete. Bereits 1852 war Kidwelly an die South Wales Railway angebunden wurden.
Um 1908 beschäftigte das Weißblechwerk in Kidwelly bis zu 400 Arbeiter und war damit der Hauptarbeitgeber der Region, doch das Zentrum der Weißblechherstellung hatte sich in das nahe gelegene Llanelli verlagert. Während des Zweiten Weltkriegs wurde das Weißblechwerk 1941 kriegsbedingt geschlossen. Da das stillgelegte Werk nicht abgerissen wurde, konnte die Anlage ab 1980 in ein Industriemuseum umgewandelt werden.

## Verkehr
Die Stadt ist von Carmarthen oder von Llanelli über die A484 zu erreichen. Der Eisenbahnhaltepunkt Kidwelly liegt an der West Wales Line, die Swansea mit Carmarthen verbindet und weiter bis Pembroke Dock, Fishguard oder Milford Haven führt. Die Kidwelly and Llanelly Canal-Eisenbahnlinie wurde 1965 stillgelegt. Südlich der Stadt liegt der kleine Flughafen Pembrey. 

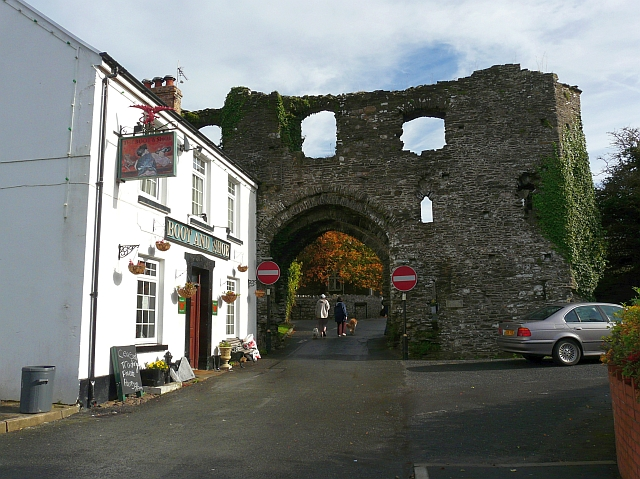
Die Ruine des Stadttors

## Sehenswürdigkeiten
- Die Burg gilt als eine der am besten erhaltenen mittelalterlichen Burgen in Wales und kann besichtigt werden.
- Etwa 130 m südwestlich der Burg liegt die Ruine eines um 1300 erbauten Stadttors. Das ursprünglich dreigeschossige Tor wurde während der Belagerungen von 1403 und 1404 zerstört.[12]
- Die im 14. Jahrhundert im Decorated Style erbaute ehemalige Prioratskirche St. Mary gilt als größte Pfarrkirche von Südwestwales.
- Das zwischen 1877 und 1878 errichtete prächtige neugotische Rathaus erinnert an die wirtschaftliche Bedeutung der Stadt im 19. Jahrhundert.[13]
- Das Kidwelly Industrial Museum auf dem Gelände der ehemaligen Weißblechfabrik liegt etwa 2 km nordöstlich des Stadtkerns.

## Söhne und Töchter der Stadt oder mit der Stadt verbundene Personen
- Gwenllian ferch († 1136 bei Kidwelly), walisische Fürstin
- Philip Vaughan († 1824 in Kidwelly), Erfinder des Kugellagers
- Jessica Garlick (* 1981), walisische Popsängerin